# Héry (Yonne)
Héry és un municipi francès, situat al departament del Yonne i a la regió de Borgonya - Franc Comtat. L'any 2007 tenia 1.844 habitants.

## Demografia

### Població
El 2007 la població de fet de Héry era de 1.844 persones. Hi havia 737 famílies, de les quals 196 eren unipersonals (76 homes vivint sols i 120 dones vivint soles), 232 parelles sense fills, 265 parelles amb fills i 44 famílies monoparentals amb fills.
La població ha evolucionat segons el següent gràfic:
Habitants censats

### Habitatges
El 2007 hi havia 845 habitatges, 756 eren l'habitatge principal de la família, 48 eren segones residències i 42 estaven desocupats. 779 eren cases i 60 eren apartaments. Dels 756 habitatges principals, 602 estaven ocupats pels seus propietaris, 140 estaven llogats i ocupats pels llogaters i 13 estaven cedits a títol gratuït; 9 tenien una cambra, 37 en tenien dues, 160 en tenien tres, 195 en tenien quatre i 354 en tenien cinc o més. 582 habitatges disposaven pel capbaix d'una plaça de pàrquing. A 313 habitatges hi havia un automòbil i a 369 n'hi havia dos o més.

### Piràmide de població
La piràmide de població per edats i sexe el 2009 era:
| Homes | Edats   | Dones |
| ----- | ------- | ----- |
| 0     | 95 o +  | 0     |
| 4     | 90 a 94 | 4     |
| 0     | 85 a 89 | 8     |
| 16    | 80 a 84 | 12    |
| 20    | 75 a 79 | 40    |
| 32    | 70 a 74 | 52    |
| 40    | 65 a 69 | 60    |
| 48    | 60 a 64 | 40    |
| 44    | 55 a 59 | 44    |
| 56    | 50 a 54 | 56    |
| 68    | 45 a 49 | 64    |
| 56    | 40 a 44 | 56    |
| 80    | 35 a 39 | 56    |
| 68    | 30 a 34 | 96    |
| 52    | 25 a 29 | 40    |
| 36    | 20 a 24 | 28    |
| 40    | 15 a 19 | 88    |
| 40    | 10 a 14 | 88    |
| 56    | 5 a 9   | 68    |
| 56    | 0 a 4   | 44    |

## Economia
El 2007 la població en edat de treballar era de 1.168 persones, 898 eren actives i 270 eren inactives. De les 898 persones actives 834 estaven ocupades (448 homes i 386 dones) i 64 estaven aturades (28 homes i 36 dones). De les 270 persones inactives 92 estaven jubilades, 95 estaven estudiant i 83 estaven classificades com a «altres inactius».

### Ingressos
El 2009 a Héry hi havia 775 unitats fiscals que integraven 1.911,5 persones, la mediana anual d'ingressos fiscals per persona era de 19.998 €.

### Activitats econòmiques
Dels 86 establiments que hi havia el 2007, 3 eren d'empreses extractives, 3 d'empreses alimentàries, 2 d'empreses de fabricació d'elements pel transport, 4 d'empreses de fabricació d'altres productes industrials, 24 d'empreses de construcció, 10 d'empreses de comerç i reparació d'automòbils, 5 d'empreses de transport, 2 d'empreses d'hostatgeria i restauració, 3 d'empreses financeres, 3 d'empreses immobiliàries, 10 d'empreses de serveis, 8 d'entitats de l'administració pública i 9 d'empreses classificades com a «altres activitats de serveis».
Dels 31 establiments de servei als particulars que hi havia el 2009, 1 era una oficina de correu, 1 una oficina bancària, 2 tallers de reparació d'automòbils i de material agrícola, 5 paletes, 3 guixaires pintors, 3 fusteries, 4 lampisteries, 5 electricistes, 2 empreses de construcció, 2 perruqueries, 2 agències immobiliàries i 1 saló de bellesa.
Dels 4 establiments comercials que hi havia el 2009, 1 era una botiga de més de 120 m², 2 fleques i 1 una fleca.
L'any 2000 a Héry hi havia 11 explotacions agrícoles que ocupaven un total de 756 hectàrees.

## Equipaments sanitaris i escolars
El 2009 hi havia 1 farmàcia i 1 ambulància.
El 2009 hi havia 1 escola maternal i 1 escola elemental.

## Poblacions més properes
El següent diagrama mostra les poblacions més properes.